# Permakultur
| Permakultur |
| --- |
| En permakulturträdgård i Sheffield, England, 2009. - Betydelse – "hållbar odling"; lokal design av odling och verksamhet - Grundare – Bill Mollison och David Holmgren, Australien - Bakgrund – Australien 1978; Sverige 1991; Köpenhamn 1993 (internationell konferens) |

Permakultur är en metod för markförvaltning som efterliknar naturliga ekosystem. Den bygger på systemteori och designprinciper inom områden som regenerativt lantbruk, återvildning, stadsplanering och resiliens. Begreppet myntades 1978 av Bill Mollison och David Holmgren i Australien, och fenomenet har därefter spritts internationellt. Målet med permakultur är ett hållbart samhälle, vilket skapar meningsfullt arbete, bättre miljö, hälsa, solidaritet och säkerhet.
Kärnan i permakultur är design. Begreppet design används inom permakultur som ett ord för planering av ett samhälle i ordets ursprungliga bemärkelse. Det kan röra sig om en lokal, en trädgård, en stad eller en skog. Det är baserat på platsens förutsättningar. Permakultur är kunskapsintensivt och visar hur man kan samverka med de komplexa dynamiska system som ekosystemen utgör.
Permakulturdesign används för att planera mänskliga aktiviteter bättre. Till exempel för att tänka igenom hur man kan fånga och lagra den energi som flödar genom systemet i form av sol, vind och vatten. Man strävar efter att bygga nätverk och sluta så många kretslopp som möjligt. Permakultur är ett samarbete med naturen, med omsorg om människorna och om jorden för att skapa miljöer som bygger på ömsesidigt positivt beroende i kvarter, byar eller företag.
År 1981 belönades Bill Mollison med Right Livelihood Award för sina idéer.

## Historia

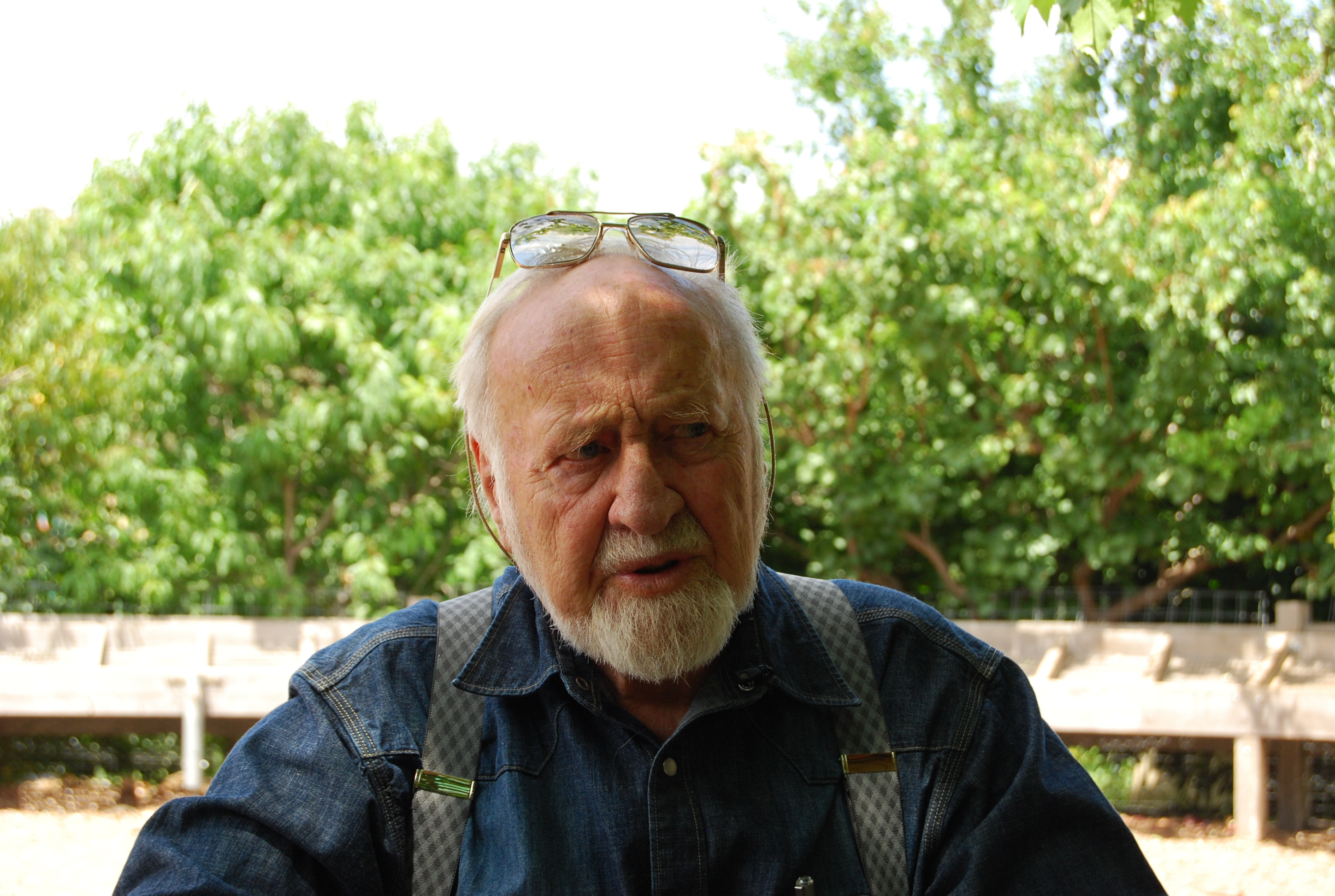
Bill Mollison, 2008.

Bill Mollison, född 1928 växte upp i en fiskeby på Tasmanien, den stora ön söder om östra Australien. Vid 26 års ålder anställdes han på ett forskningsinstitut i huvudstaden Hobart. Hans arbete i regnskogar och kontakten med aboriginer gav honom en grund ur vilken han utvecklade konceptet Permakultur. År 1966 studerade han vid Universitetet i Tasmanien och tog en examen i Biogeografi.
År 1974 började David Holmgren studera ekologi, naturbruk och landskapsarkitektur vid Tasmanian College of Advanced Education, En av lärarna var Bill Mollison och tillsammans utvecklade de konceptet ”Permakultur”.

## Filosofi
Filosofin vilar på tre etiska grundprinciper som genomsyrar allt arbete inom permakultur:
- Omsorg om jorden: Förståelse för att man är en del av jorden och att man måste värna om den.
- Omsorg om människor: Stödja och hjälpa varandra att leva och utveckla hälsosamma samhällen.
- Rättvis fördelning: Försäkra sig om att jordens begränsade resurser används på ett rättvist och vist sätt.

## Naturen som förebild
Vid odling har man naturens växtsätt och mångfald som förebild. Det ger möjlighet till en viss grad av självförsörjning genom att träd, buskar, örter och smådjur, exempelvis höns, samverkar och drar fördel av varandra.
Det är särskilt viktigt att tänka på mikroklimat och vattenförsörjningen. Man kan vidta åtgärder för att fördröja regnvattnets avrinning och ta det tillvara för växternas och djurens behov. Ett sätt är att göra vattendammar. En damm påverkar odlingens mikroklimat genom att öka luftfuktigheten och kan dessutom mildra de första frostnätterna på hösten genom sin värmebuffrande förmåga. I en damm finns livsrum för många olika arter. Förutom att kunna föda fiskar, salamandrar, grodor mm, kan den bli ett vattenhål för olika insekter, sländor och fjärilar, men även vilda som tama fåglar. Detta vatten är dessutom ofta lämpligare än det kallare renade kranvattnet att använda till bevattning då det innehåller små mängder näring, mineraler och organiska ämnen som buffrar vattnets pH-värde.
Man kan odla effektivt på små ytor med täckodling, dvs jorden ska aldrig ligga bar utan täckas med gräsklipp, löv eller råkompost beroende på säsong. Täckodlingen medför mindre ogräsrensning och bevattning vilket sparar arbete.
I permakultur används perenna och självsående växter så mycket som möjligt och man planterar fruktträd, vinbärsbuskar och örter tillsammans. På det sättet kan man utnyttja växternas olika höjder, olika rotsystem och kvävefixerande växter ger näring till omgivningen.
I en skogsträdgård utnyttjas denna teknik maximalt. Träden skapar ett för de flesta lägre växter gynnsamt mikroklimat genom att de mildrar effekterna av kraftiga regn, stark sol och vind och höjer luftfuktigheten när lövverket avdunstar en del av sitt vatteninnehåll.

## Permakulturdesign
Permakultur handlar om att ta fram en plan, en design för att objektet ska vara bärkraftigt och hållbart. Mollison och Holmgren har tagit fram ett antal designprinciper varav de viktigaste följer nedan:
- IAKTTA OCH SAMSPELA, God design är beroende av ett fritt och harmoniskt förhållande mellan naturen och människan.
- FÅNGA IN OCH LAGRA ENERGI, Samla in energi och resurser när det är billigt och lagra när brist uppstår.
- TILLÄMPA SJÄLVREGLERING OCH LAGRA ENERGI, Samla in energi och resurser när det är billigt och lagra när brist uppstår.
- ANVÄND OCH VÄRDESÄTT FÖRNYBARA RESURSER OCH TJÄNSTER
- SKAPA INGET AVFALL, Fogar samman traditionella värden rörande sparsamhet och vården av materiella ting.
- INTEGRERA HELLRE ÄN SEGREGERA, ”Många händer gör arbetet lätt”.
- TILLÄMPA SMÅ OCH LÅNGSAMMA LÖSNINGAR, “Sakta vind för skeppet säkrast i hamn”.
- FRÄMJA OCH VÄRDESÄTT MÅNGFALD. ”Lägg inte alla ägg i samma korg”.

### Zoner

Permaculture Zones 0-5.

Zoner är en serie koncentriska cirklar där den innersta cirkeln omsluter den plats där man vistas mest och den yttersta cirkeln ett område som inte behöver tillsyn. Detta är användbart i en större trädgård eller ett jordbruk och sparar energi och tid. Det som behöver daglig tillsyn, bör ligga inom zon 1 och 2. Veckovis tillsyn kan ligga inom zon 2 och 3. Längst bort på den egna marken har man zon 4. Och omgivande skog eller vildmark ligger i zon 5. Dessa zoner är sällan cirkulära utan definieras utifrån hur ofta platsen besöks för drift eller underhåll.

### Skikt
En naturlig skog består av flera skikt. Ett moget ekosystem har många kopplingar mellan olika delar: träd, undervegetation, jorden, svampar, insekter och djur. Träd och plantor växer olika högt och olika i flera skikt.
1. De högsta träden bildar en sammanhängande baldakin.
2. Mindre träd som trivs i halvskugga.
3. Vedartade buskar, bland annat alla bärbuskar.
4. Örtskikt där växterna vissnar under vintern och komposteras.
5. Marktäckande örter som hindrar jordytan att erodera.
6. Rhizosfär, den del av jorden som påverkas av växternas rötter och mikroorganismer.
7. Vertikalt skikt bestående av klätterväxter, till exempel kaprifol och bönor.

### Kanteffekter
I ett naturligt ekosystem är övergången från ett ekosystem till ett annat det mest produktiva området. Detta kallas för kanteffekten och där sker maximal biologisk produktion. Detta kan användas i en permakulturdesign, till exempel för att anlägga en örtspiral.

### Husdjur
Husdjur kan ofta ingå i en permakulturdesign och bidra till systemets produktivitet. 
Djur betar, bearbetar jord, sprider frön, gödslar mm. Humlor och bin pollinerar.
I en trädgård har man kontroll över djuren och kan styra dem så att de inte gör skada.
Exempel på lämpliga djur är höns, ankor, kaniner, får och grisar.

## Permakultursystem

### Jordbruk

#### Keyline design
Keyline design är en metod för att fördela vatten i marken på ett optimalt sätt. Genom att göra fördjupningar i marken som följer nivåkurvor tar man tillvara regnvatten som annars bara rinner bort. Om man dessutom undviker att plöja och bearbeta marken bevarar man matjorden. Ett plöjningsfritt jordbruk är grunden för ett hållbart jordbruk.
Men det gäller att finna rätt nivåkurvor. Bäst är att skapa en fördjupning där marken övergår från konvex lutning till konkav. Denna metod har provats vid ett permakulturjordbruk i Värmland, Ridgedale farm. Beskrivning och anvisningar finns i boken Making small farms work av Richard Perkins.

#### Regnvatteninsamling
Regnvatteninsamling är ett sätt att och samla in regnvatten för återanvändning på platsen, i stället för att låta det rinna bort. Regnvatten kan hämtas från floder och dammar eller att man tar till vara regnvatten från tak. Användningsområden kan vara bevattning i trädgårdar eller vatten för boskap. Regnvatten kan också användas för hushållsbruk med rätt behandling.

### Boskapsskötsel

#### Holistisk betesbruk
Holistisk betesbruk är ett sätt att hantera betesmark så att avbetningen blir jämnt fördelad. Djuren drivs över marken såsom en flock skulle vandra i naturen. Djuren blir friskare, återväxten bättre, mindre ogräs och kol i marken blir kvar i stället för att släppas ut i atmosfären. Metoden som har uppfunnits av Allan Savory, biolog i Zimbabwe, passar bäst för köttboskap.

### Agroforestry
Agroforestry är ett samlingsnamn för olika former av markförvaltningssystem där perenna växter så som träd och buskar, integreras med odling eller djurhållning.  På samma areal planteras träd och grödor som växer på marken. Alternativt kan djur beta mellan träden.

#### Skogsträdgård

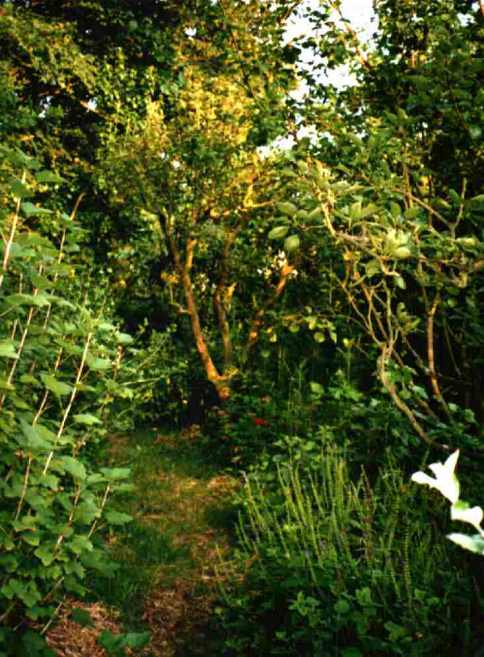
Robert Harts skogsträdgård i Shropshire

Konceptet skogsträdgård myntades av engelsmannen Robert Hart på 1970-talet. Efter studier av agroforestry i Afrika började han experimentera i sin trädgård i Shropshire.
Skogsträdgården står för ett antal odlingsprinciper, där man har den naturliga skogen som förebild. I en naturlig skog finns tre skikt, träd, buskar och växter på marken. Samma struktur finns i skogsträdgården i form av fruktträd bärbuskar och ätbara perenna växter. Utgångspunkten är skogens ekologi, dess uppbyggnad och funktioner och syftet är att kunna skörda ett så stort överskott av ätliga produkter, med så låg skötselinsats som möjligt.
Skogsträdgården kan designas på många olika sätt, men tre intentioner ledande.
- Högt utbyte av olika produkter såsom mat, bränsle, fiber, foder, läkeörter och skönhet.
- En trädgård som när den väl har etablerats i stort sett sköter sig själv.
- Ett friskt ekosystem.

Dessa tre mål förstärker också varandra. Men det övergripande målet är inte bara att få en stor skörd som möjligt utan att odla nytt sätt att tänka, se och handla i världen.

#### Naturnära skogsbruk
Grundtesen i Naturnära skogsbruk är att det är effektivare att arbeta med naturen än att betvinga den. De naturliga skogarna har utvecklats under tusentals år och har stabila ekosystem. I ett naturnära skogsbruk strävar man efter att minimera sina insatser hellre än att maximera den volym virke som skördas. Målet är också att tillgodose flera nyttigheter, till exempel att bevara den biologiska mångfalden och att tillgodose sociala behov som jakt, rekreation och utbildning för barn och vuxna. Med ett varsamt och genomtänkt brukande kan skogen bidra med en mängd ekosystemtjänster och hålla skogens kolförråd på en hög nivå.
Man minimerar insatserna och låter skogens inneboende dynamik göra merparten av arbetet. Man arbetar med trädgrupper och gör manuella trädval före avverkning.
Detta skogsbruk ger bättre ekonomiska resultat genom:
- Låga skötselkostnader och sund företagsekonomi för skogsägaren.
- Överlägsen avkastning – träd väljs ut och avverkas när de ger bra betalt. Naturlig föryngring – närhelst förutsättningarna är gynnsamma.
- Ökad flexibilitet – lättare att anpassa avkastning till rådande konjunktur.

Ytterligare fördelar:
- En artrik skog som är robust och skadetålig.
- Biologisk mångfald ökar.
- Klimatsmart – skogen binder upp kol samtidigt som organiskt materialinds i marken.